# Standaardtype Loppersum

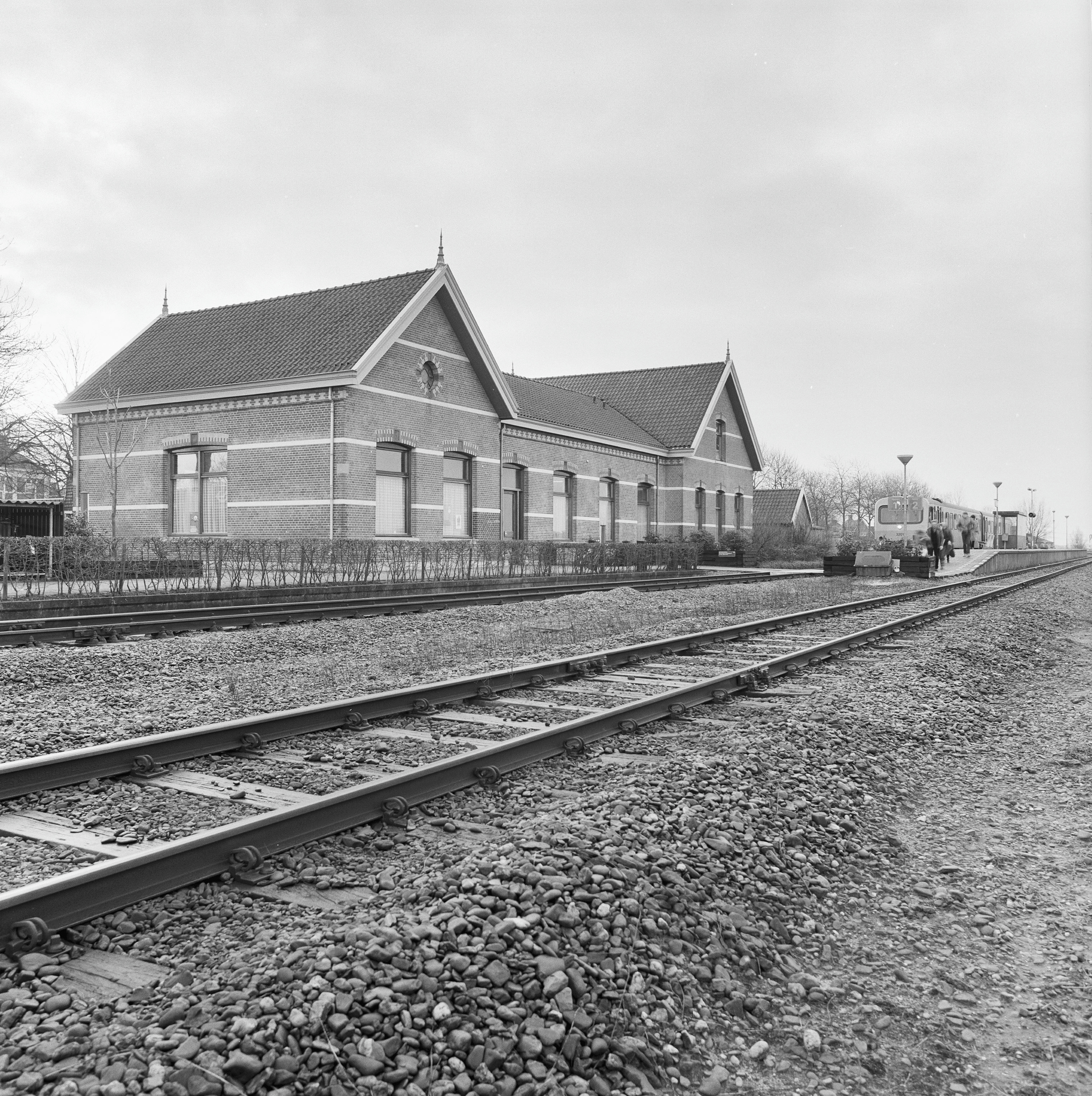
Perronzijde Station Loppersum

Het Standaardtype Loppersum is een stationsontwerp dat in 1882 en 1883 gebruikt werd voor enkele van de stationsgebouwen aan de Spoorlijn Leeuwarden - Stavoren en de Spoorlijn Groningen - Delfzijl van de Staatsspoorwegen. Van de in totaal negen gebouwde stations staat er tegenwoordig nog een overeind in Loppersum.

## Stations van het type Loppersum
- Station Bozum, gesloopt in 1958
- Station Mantgum, gesloopt in 1973
- Station Hindeloopen, gesloopt in 1973
- Station Oudega, gesloopt in 1973
- Station IJlst, gesloopt in 1954
- Station Bedum, gesloopt in 1975
- Station Loppersum, nog aanwezig
- Station Sauwerd, gesloopt in 1975
- Station Stedum, gesloopt in 1973

Douma (Beilen) · 
Eijs-Wittem ·
GLS ·
GOLS ·
Harmelen ·
Hemmen ·
HESM ·
KNLS ·
Loppersum ·
NCS ·
NFLS ·
NH ·
NOLS ·
Randstadspoorhalte ·
Sneek ·
Sextant ·
Staatsspoorwegen ·
Velsen-Zeeweg ·
Vierlingsbeek ·
Visvliet ·
Voorstadshalte ·
Woldjerspoor ·
WZ ·
ZB